# Fantôme (Ghost, Marvel Comics)
Pour les articles homonymes, voir Fantôme (homonymie).
ne doit pas être confondu avec le personnage du Fantôme (« Vanisher »)
Le Fantôme (« Ghost » en VO) est un super-vilain évoluant dans l'univers Marvel de la maison d'édition Marvel Comics. Créé par le scénariste David Michelinie et le dessinateur Bob Layton, le personnage de fiction apparaît pour la première fois dans le comic book Iron Man #219 en juin 1987.

## Biographie du personnage

### Origines
L'identité du Fantôme est inconnue. Il dit avoir été un important cadre d'entreprise par le passé. Il travaillait alors pour OmniSapient System et fit de grandes avancées en informatique en développant un système de circuit intangible.
Trompé par ses employeurs et porté disparu dans un assassinat maquillé en accident, l'homme utilisa le Ghost-Tech et se vengea de la compagnie, effaçant toute trace de sa vie. Il devint ensuite un saboteur industriel indépendant, louant ses services à de riches corporations.

### Parcours
Le Fantôme est un jour engagé par Carrington Pax, cadre de la Roxxon Oil Corporation (en) pour saboter Accutech, une firme de recherche concurrente tout juste rachetée par l'industriel Tony Stark (Iron Man). Très vite, Iron Man découvre le vilain et le vainc, celui-ci jurant de se venger.
Quand les dirigeants de la Roxxon Oil apprennent que le Fantôme est en fuite, ils engagent Spymaster pour le débusquer. Ce dernier le retrouve, caché dans une usine de Stark, mais il est tué. Iron Man réussit cependant à piéger le Fantôme. Toutefois, le criminel s'échappe en abandonnant son costume.
Il refait surface avec un nouvel équipement quelques mois plus tard, en Italie. Il harcèle une société détenue par Justin Hammer. Ce dernier accepte donc de s'allier avec Tony Stark et lui adjoint Blacklash, Blizzard et Boomerang pour aider le « Vengeur doré » à intercepter le Fantôme. Mais les criminels trahissent Iron Man (pensant faire d'une pierre deux coups), aidant leur cible à glisser entre leurs doigts. Le Fantôme continue ensuite de saboter pendant une longue période les installations de Hammer à travers le monde.
Plus tard, Wilson Fisk l'engage pour voler à Roxxon Oil le procédé permettant de créer du vibranium synthétique. Il combat à cette occasion Spider-Man et la Panthère noire.
Il est ensuite battu par Sunturion puis par Ultron.
Des années après, l'A.I.M. attaque discrètement des sociétés concurrentes de ses propres filiales publiques en utilisant les services du Fantôme. Il est arrêté par Iron Man et passe un séjour en prison, sans toutefois révéler son identité.
Après s'être échappé, il est engagé par le troisième Spymaster pour libérer le Laser vivant, retenu captif sous sa forme d'énergie pure chez Stark Industries. Lors d'un combat, il essaie de tuer Iron Man, mais sa fixation oblige son employeur à l'abandonner.

### Dark Reign
Dans le crossover Dark Reign, le Fantôme est engagé par Norman Osborn, nouveau directeur du HAMMER, pour l'aider à ouvrir une chambre de la tour des Vengeurs contenant de vieilles armures de Tony Stark. Il reste ensuite au service d'Osborn chez les Thunderbolts puis découvre qui était la Veuve noire.
Plus tard, alors que les captives Songbird et la Veuve noire allaient être exécutées par Mister X et le nouveau Scourge, Headsman et Paladin s'y opposent. Le Fantôme intervient en aidant les jeunes femmes et efface la mémoire à court terme des tueurs.

## Pouvoirs, capacités et équipement
Le Fantôme utilise une combinaison cybernétique commandée par interface neurale. En plus de faire léviter son corps au-dessus du sol, elle lui permet de devenir invisible ainsi que les objets qu'il touche. Elle lui permet aussi de devenir intangible pendant une certaine période et de traverser toute matière solide, sauf un matériau synthétique créé par Justin Hammer. Cependant, il ne peut utiliser ces deux pouvoirs en même temps.
En complément de ses pouvoirs, le Fantôme est un brillant inventeur et informaticien.
- Les gants du costume du Fantôme contiennent des circuits pouvant le connecter directement à un ordinateur ou à de l'équipement contrôlé par ordinateur, par simple contact.
- Sa combinaison est recouverte de plusieurs fines couches de matériel réfracteur, pour ne pas être détecté par des radars ou des scanners.
- Il utilise un pistolet électrique de son invention, des armes propulsant des rayons de force et de multiples appareils explosifs, comme des grenades, des bombes activées par le son, des petits missiles à tête chercheuse, etc.

## Apparitions dans d'autres médias
Sauf indication contraire, les informations mentionnées dans cette section peuvent être confirmées par la base de données cinématographiques IMDb,  présente dans la section « Liens externes ».

### Cinéma
Interprété par Hannah John-Kamen dans l'univers cinématographique Marvel
- 2018 : Ant-Man et la Guêpe réalisé par Peyton Reed

Ava Starr est la fille de Elihas Starr, un collègue de Henry « Hank » Pym. Après être entré en conflit avec Starr, Hank le fait renvoyer, mais ce dernier poursuit ses recherches sur un tunnel quantique. Malheureusement, un accident se produit avec le tunnel et les parents d'Ava meurent. Cependant, la jeune fille obtient des super-pouvoirs grâce à l'explosion et devient le Fantôme. Toutefois, ses pouvoirs mettent sa vie en danger et seule une invention de Hank, censée ramener sa femme de la Dimension subatomique, peut la sauver. Aidée de Bill Foster, son protecteur, elle décide de la voler, mettant en péril les projets de Pym de retrouver son épouse. Hank parvient à faire revenir sa femme dans la Dimension réelle et celle-ci, ayant acquis certains pouvoirs dans la Dimension Quantique, sauve Ava en stabilisant ses molécules. Désormais guérie, Ava ne représente plus une menace.
- 2025 : Thunderbolts réalisé par Jake Schreier

Désormais équipée d'une tenue stabilisant ses pouvoirs, Ava Starr est une des mercenaires effaçant les preuves compromettantes pour Valentina de Fontaine. Elle est envoyée dans un entrepôt avec les autres mercenaires travaillant pour de Fontaine, où ils s'affrontent ; elle y tue Antonia Dreykov, mais quand ils comprennent que l'entrepôt est piégé, elle se retourne contre de Fontaine et s'allie à Yelena Belova et John Walker pour sortir avec Robert Reynolds, un homme enfermé avec eux. Une fois sorti, elle suit les autres à New York pour arrêter de Fontaine, mais celle-ci a réussi à retourner Reynolds, doté de pouvoirs surhumains. Quand le double maléfique de Reynolds se libère et engloutit New York dans les ténèbres, elle suit Belova pour arrêter Reynolds. Afin de se sortir de la situation, Valentina de Fontaine fait d'Ava une membre des Nouveaux Avengers.
- 2026 : Avengers: Doomsday réalisé par Anthony et Joe Russo

### Télévision
Entre 2009 et 2011, le Fantôme apparaît en tant qu'antagoniste de la série d'animation franco-américaine Iron Man: Armored Adventures. Entre 2016 et 2017, le Fantôme est présent dans deux épisodes de la série d'animation Avengers Rassemblement où il est doublé en version originale par Jim Cummings.
En 2017, le Fantôme apparaît dans la série d’animation Spider-Man dans l’épisode 9.

### Jeux vidéo
Le Fantôme apparaît dans le jeu vidéo Iron Man 2 (2010). L’acteur français Sam Spiegel lui prête sa voix.
Il apparaît aussi dans Marvel : Tournoi des champions (2018).